# Peugeot 4007
La Peugeot 4007 è un'autovettura di tipo SUV di fascia medio-alta prodotta tra il 2007 ed il 2012 dalla Casa automobilistica francese Peugeot.

## Profilo
Con la 4007, la Casa di Sochaux esordisce di fatto nel settore delle SUV e lo fa con una vettura di dimensioni abbastanza generose, ed in grado di competere con alcune già affermate SUV di fascia analoga, prima fra tutte la Toyota RAV4.
Basata su un progetto comune nato dalla joint-venture con la giapponese Mitsubishi, la 4007 condivide piattaforma, carrozzeria e componenti con le "cugine gemelle" Mitsubishi Outlander e Citroën C-Crosser, con le quali si differenzia esternamente solo per il frontale, che nel caso della 4007, per rispettare il family feeling, è caratterizzato dalla solita grande bocca peugeot e dai fari stile squalo.
L'unico motore disponibile inizialmente è un 2.2 HDi a gasolio (derivato dal doppio turbo già in uso su altri modelli, è condiviso oltre che con la C-Crosser anche con la Freelander 2), dotato di una turbina a geometria variabile e di FAP, capace di 156 cavalli. Poco dopo la gamma si arricchisce anche del 2.4 benzina quattro cilindri di origine Mitsubishi ed in grado di erogare 170 CV.
La velocità massima è di 200 km/h.
La 4007 è venduta in due allestimenti, il Tecno, già molto completo, con climatizzatore, ESP e 6 airbag e il più ricco Feline, che include anche gli interni in pelle ed i fari allo xeno. La dotazione di serie comune ad entrambi i modelli comprende anche l'impianto stereo con lettore CD/MP3, i retrovisori elettrici e riscaldabili ed il sedile posteriore frazionato. Tutti e due gli allestimenti sono dotati di trazione integrale inseribile. Nel 2009 la produzione viene spostata nell'impianto NedCar di Mitsubishi sito a Born nei Paesi Bassi e a settembre dello stesso anno viene introdotto il cambio automatico a doppia frizione DCS sei rapporti abbinato al motore 2.2 diesel.
Ad ottobre 2010 si aggiunge l'assemblaggio anche nello stabilimento PSA-Mitsubishi di Kaluga per le vendite destinate al mercato russo.
Nonostante i suoi contenuti, la 4007 ha avuto però uno scarso successo di vendite.
Nell'autunno del 2012 la produzione è cessata sostituita dalla Peugeot 4008.

## Motorizzazioni
| Modello     | Disponibilità | Motore | Cilindrata (cm³) | Potenza  | Coppia Massima (Nm) | Emissioni CO2 (g/Km) | 0–100 km/h (secondi) | Velocità max (Km/h) | Consumo medio (Km/l) |
| 2.4i        | 2007-09       | 4B12   | 2359             | 170/6000 | 232/4100            | 225                  | 9"6                  | 190                 | 9.4                  |
| 2.2 HDi FAP | 2007-12       | DW12   | 2179             | 156/4000 | 380/2000            | 175                  | 9.9                  | 200                 | 14.9                 |